# Michigani Állami Egyetem
A Michigani Állami Egyetem egy állami fenntartású kutatóegyetem, oktatási intézmény az USA-ban. 1855. február 12-én alapították.

## Tagság
Az egyetem az alábbi szervezeteknek a tagja:
- Oak Ridge Associated Universities
- ORCID
- Consortium of Social Science Associations
- Dryad
- arXiv
- Association of American Universities
- Amerikai Főiskolák és Egyetemek Szövetsége
- Amerikai Oktatási Tanács
- Nemzeti Bölcsészettudományi Szövetség
- Open Education Network
- Információhálózati Koalíció
- Association of Public and Land-grant Universities
- Kutatókönyvtárak Központja
- Scholarly Publishing and Academic Resources Coalition
- Michigan Digital Preservation Network
- Coalition of Urban and Metropolitan Universities
- Council on Governmental Relations

## Leányszervezetek
Az egyetem alá az alábbi szervezetek tartoznak:
- Asian Studies Center, Michigan State University
- Lyman Briggs College, Michigan State University
- College of Communication Arts and Sciences, Michigan State University
- AgBioResearch, Michigan State University
- McLaren Flint
- Michigan Sea Grant
- Eli Broad College of Business
- Michigan State University College of Human Medicine
- Michigan State University College of Law
- Michigan State University College of Engineering
- Michigan State University College of Nursing
- Michigan State University College of Veterinary Medicine
- Michigan State University College of Education

## Ingatlanok és szervezetek
Az egyetem alá az alábbi ingatlanoknak és szervezeteknek a tulajdonosa:
- H-Net
- Spartan Stadium
- Breslin Student Events Center
- Drayton McLane Baseball Stadium at John H. Kobs Field
- East Lansing station
- Eugene C. Eppley Center
- Facility for Rare Isotope Beams
- Munn Ice Arena
- WDBM
- WKAR-FM
- WKAR
- Michigan State University Pavilion